# Ишмухамет-сэсэн
Ишмухамет-сэсэн, наст. Мурзакай Магадеевич Балапанов (баш. Ишмөхәмәт сәсән, баш. Мырҙаҡаев-Балапанов Мырҙаҡай Мәһәҙей улы (1781 года — 1878 года) — сэсэн-импровизатор, кураист, собиратель башкирского фольклора.

## Биография
Ишмухамет Мурзакаев родился в 1781 году в д. Ново-Балапаново Верхнеуральского уезда Оренбургской губернии (Абзелиловского района РБ).
Служил на воинской службе кураистом при начале 9-го башкирского кантона Оренбургской губернии Кагармане Куватове и генерал-губернаторе Оренбургской губернии В. А. Перовском.
Является автором песен «Звенящая долина», «Беглец Юлтый», «Бузыкаев», «Сандыузэк», «Аюка», «Юлтый карак», «Малыбай», «Бузыкаев кантон», «Маханная гора», «Туман».
Учеником Ишмухамета Мурзакаева бы Габит-сэсэн. Был последним из сэсэнов, который в устном виде передал Габит-сэсэну башкирский эпос «Урал-батыр», кубаир в 112 строк «О Баик Айдар-сэсэне».